# Don McCrae
Don McCrae (14 aprile 1935) è un ex cestista e allenatore di pallacanestro canadese.

## Carriera
Ha guidato il Canada ai Giochi olimpici di Los Angeles 1984 e a due edizioni dei Campionati mondiali (1979, 1983).